# Bart's Not Dead
«Bart's Not Dead» (укр. «Барт не помер») — прем'єрна серія тридцятого сезону мультсеріалу «Сімпсони», прем'єра якої відбулась 30 вересня 2018 року у США на телеканалі «Fox».

## Сюжет
На шкільному концерті, під час гри Ліси на саксофоні, Джимбо, Дольф і Кірні вирішують, що Барт повинен зірвати концерт смикнувши за пожежну сигналізацію, але він відмовляється, думаючи про сестру. Наступного дня Мардж пишається ним, але Гомер і дідусь Сімпсон кажуть йому прийняти виклик, як чоловік. У каньйоні розбишаки закликають Барта зістрибнути з греблі, проте він падає на бетон.
У Спрінґфілдській лікарні Барт прокидається, і, щоб не розчарувати Мардж, бреше, що був в раю і зустрів там Ісуса. Незважаючи на попередження Ліси, Барт продовжує брехати про те, на що схожі Небеса і стає популярним. Продюсери християнського кіно приходять до будинку Сімпсонів, щоб надати Гомеру і Барту можливість зняти фільм про цей «досвід». Барт змушує Гомера і Неда Фландерса разом працювати над фільмом.
Фільм починає зніматися, але вина Барта зростає, і йому сняться кошмари. У кошмарному сні він потрапляє на небеса, де спершу зустрічає дідуся Був'є, який лає його, а потім і Ісуса Христа, який б'є його обличчя. Незважаючи на це фільм «Bart's Not Dead» (укр. «Барт не помер»), нарешті виходить у світ.
Вдома перед сном Барт признається Мардж, що це була брехня (через що Гомер прикидається здивованим). Як тільки Мардж чує новини, Ліса оголошує, що фільм став хітом, заробивши у прокаті понад 100 мільйонів доларів. Мардж наполягає, що вони повинні зізнатися, і на прес-конференції Гомер і Нед віддають прибуток на благодійність, і все прощено.
У фінальній сцені, через кілька років Барт прибуває на Небеса і зустрічається з Гомером, який закликає його зустрітися з Ісусом. Сам Гомер втікає на індуїстський рай, щоб попросити Крішну відправити його назад на Землю як черепаху.

## Ставлення критиків і глядачів
Під час прем'єри серію переглянули 3,24 млн осіб з рейтингом 1.4, що зробило її найпопулярнішим шоу на каналі «Fox» тієї ночі.
Денніс Перкінс з «The A.V. Club» дав серії оцінку B-, сказавши, що серію «направлено на повернення до більш орієнтованого персонажа».
Джессі Шедін з «IGN» дав епізоду 7,2 з 10, заявивши, що це «одна з кращих прем'єр сезонів „Сімпсонів“ за останні роки, в основному тому, що вона розповідає розумну, цікаву історію, а не покладається на виверти. Хоч не повністю використовується передумова серії, але вона все ще дає деяку забійну сатиру на комерційні релігійні фільми і сильний погляд на відносини Барта з Гомером і Лісою».
Тоні Сокол з «Den of Geek» дав серії три з п'яти зірок.
У лютому 2019 року сценаристка серії Стефані Гілліс виграла премію Гільдії сценаристів Америки в області анімації 2018 року.
Згідно з голосуванням на сайті The NoHomers Club більшість фанатів оцінили серію на 3/5 із середньою оцінкою 3,18/5.